# Bentley Bentayga
La Bentley Bentayga è un SUV di lusso prodotto dalla casa automobilistica inglese Bentley a partire dal 2016. Senza contare la fuoriserie Dominator del 1996, si tratta del primo SUV realizzato dalla casa britannica, e prende il nome da una particolare formazione rocciosa nelle Isole Canarie, la Roque Bentayga.

## Storia

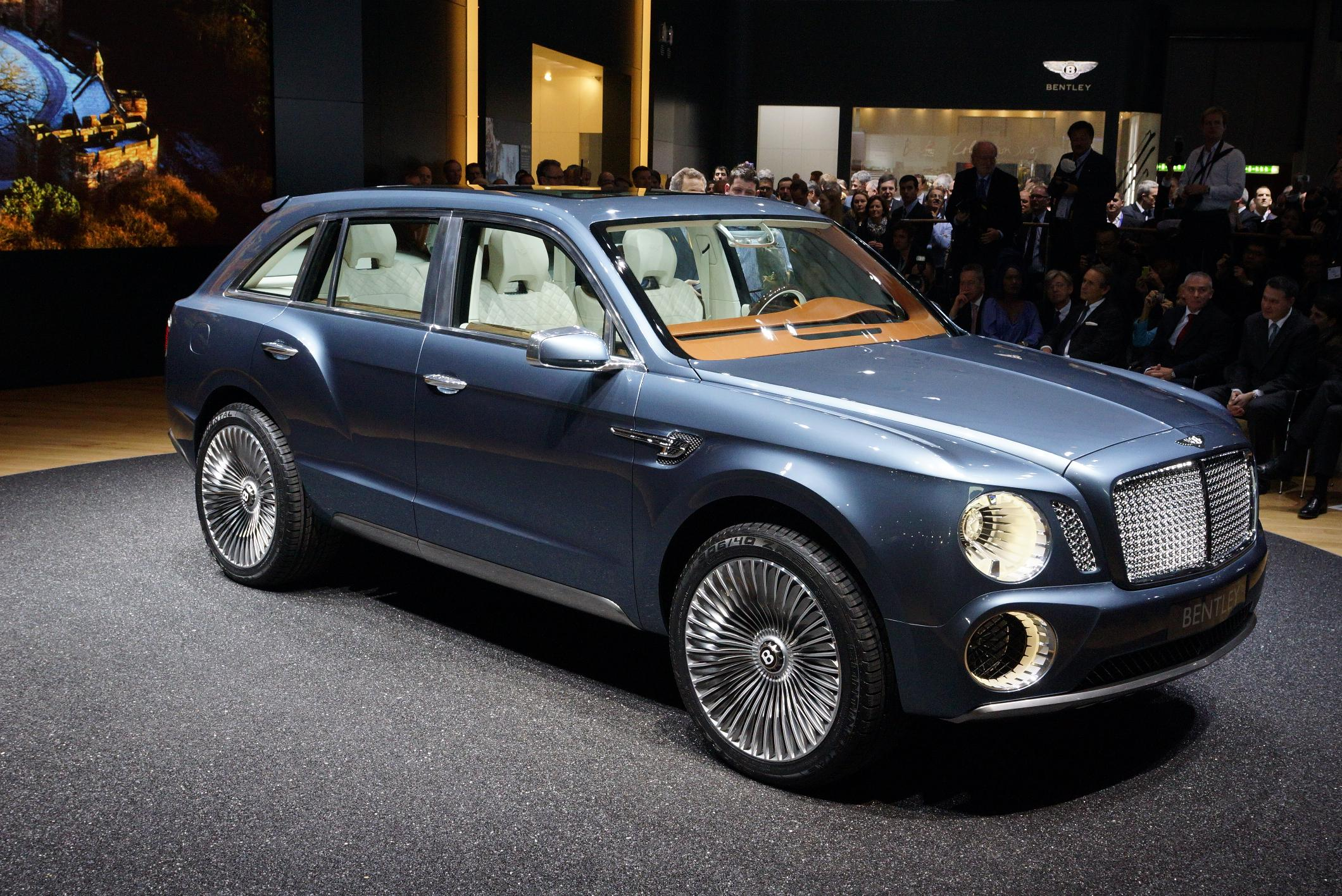
Bentley EXP 9F al Motor Show di Ginevra del 2012

È stato anticipato dal prototipo Bentley EXP 9 F, presentato nel 2012 al Salone dell'automobile di Ginevra. La versione di produzione è stata annunciata nel luglio 2013.
Bentley ha presentato ufficialmente il nome Bentayga nel gennaio 2015; è ispirato alla Taiga, la più grande foresta transcontinentale del mondo, ed è composto dalle prime tre lettere di Bentley unita alla parola Taiga; inoltre trae ispirazione dal Roque Bentayga, singolare formazione rocciosa di Gran Canaria.

## Tecnica
Il telaio si basa sulla piattaforma del gruppo Volkswagen chiamata MLB, la stessa utilizzata nella seconda generazione della Audi Q7 e per la futura terza generazione di Porsche Cayenne e Volkswagen Touareg ma l'80% dei suoi componenti sono unici, realizzati appositamente per questo modello.
Monta un motore 6.0 litri 12 cilindri a W, sovralimentato da due turbocompressori, capace di 608 CV e 900 Nm di coppia che spingono l'auto da 0 a 100 km/h in 3,9 secondi e fino a 301 km/h di punta; al momento dell'uscita è stato dichiarato come il SUV più veloce in produzione, nonché il più costoso sul mercato. Ha un cambio automatico-sequenziale a 8 rapporti della tedesca ZF. La trazione è integrale, con differenziale Torsen centrale che ripartisce la coppia motrice per il 40% alle ruote anteriori e per il restante 60% a quelle posteriori. Il peso in ordine di marcia è di 2422 kg, con un peso massimo raggiungibile di 3250 kg. I consumi dichiarati si assestano a 5,2 km/l nel ciclo urbano, 11 km/l nell'extraurbano e 7,8 km/l come valore medio, mentre il valore delle emissioni di CO2 è di 380 g/km. L'auto è dotata di dispositivi elettronici di ausilio alla guida come il dispositivo Bentley Dynamic Ride che grazie a un motorino elettrico riesce a tenere sotto controllo il rollio della vettura, e il servosterzo elettronico Epas che modula il suo intervento a seconda della guida.

## Restyling 2020

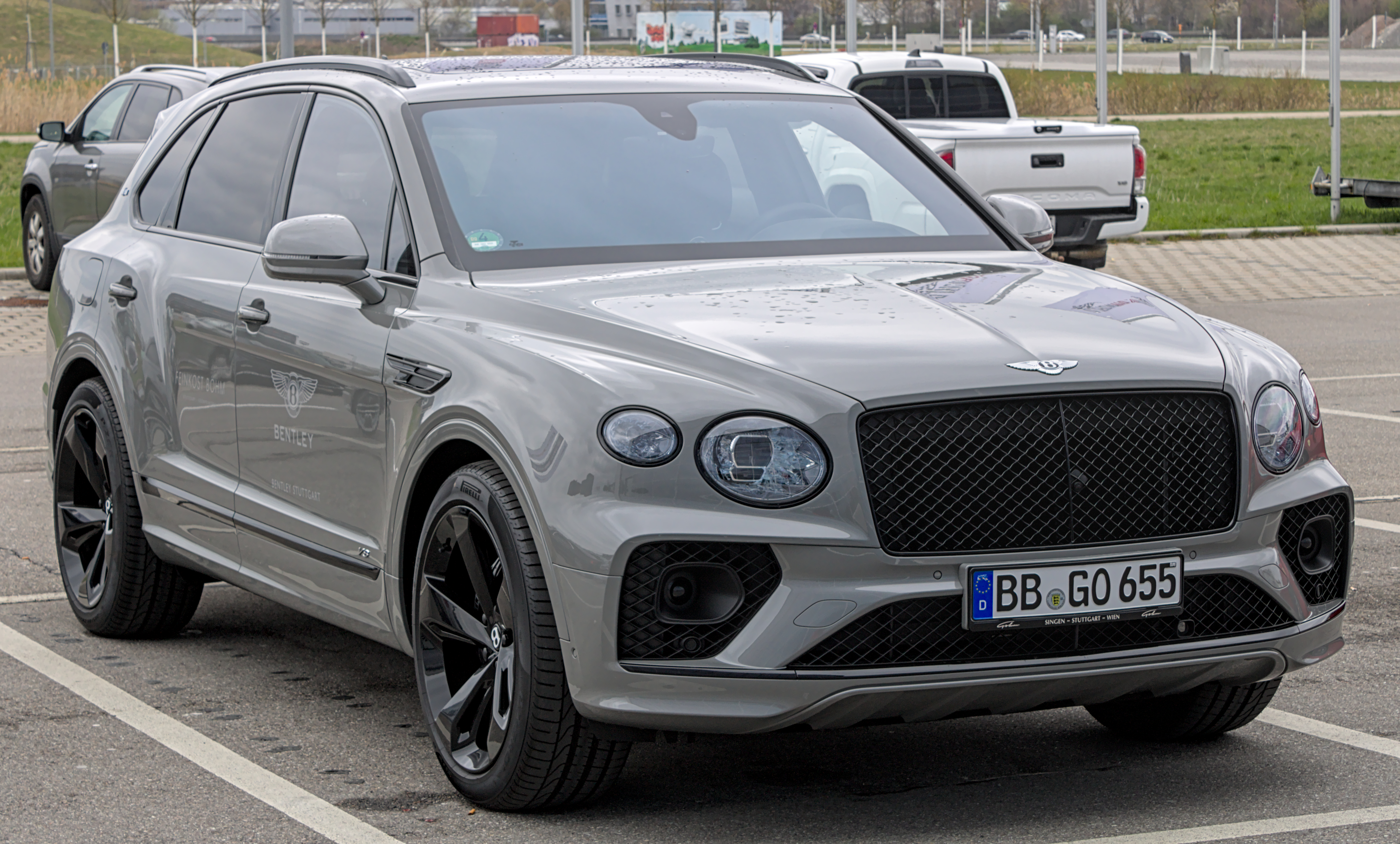
Bentayga restyling, vista anteriore

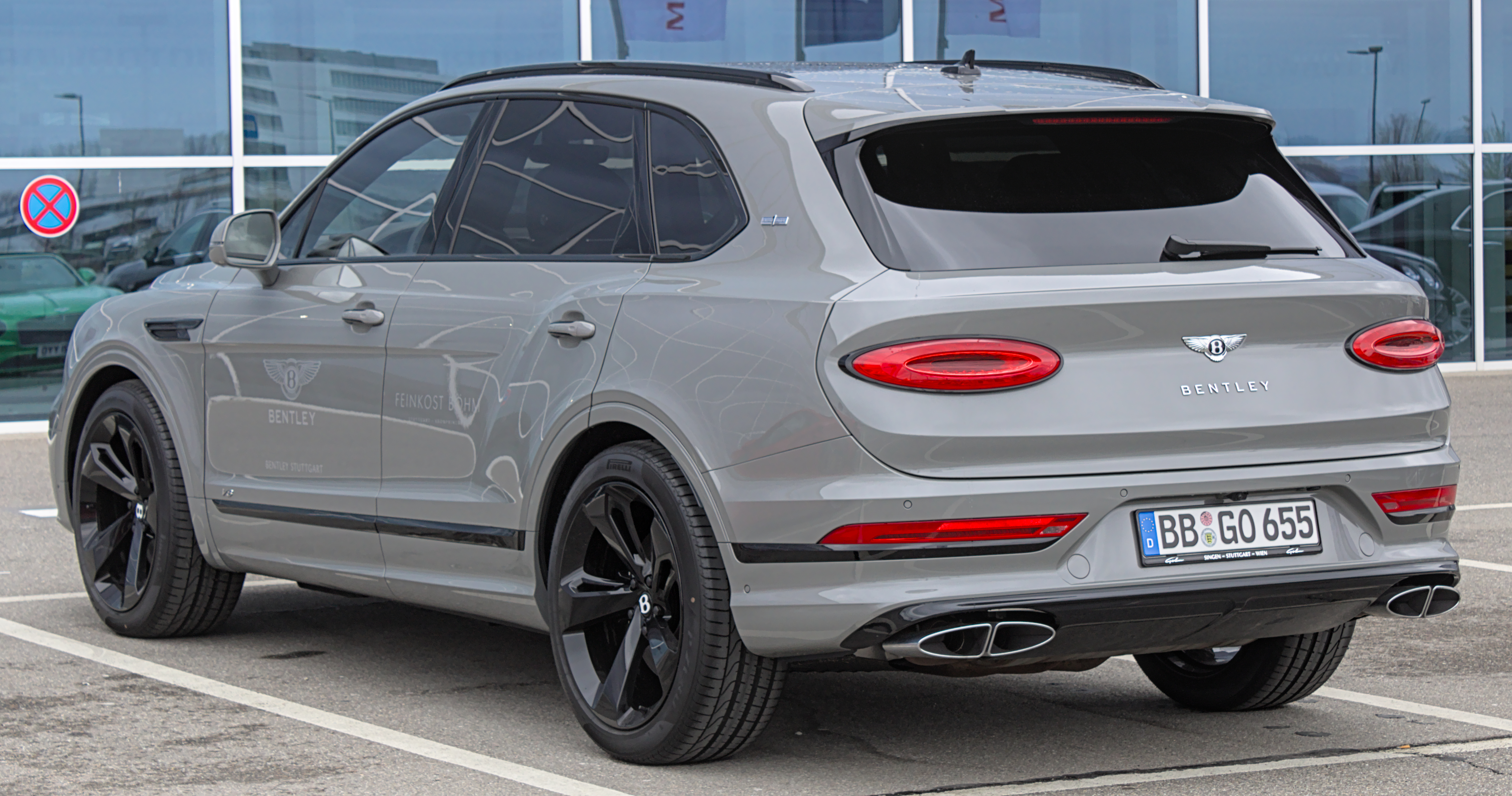
Bentayga restyling, vista posteriore

Nel 2020 viene presentata la versione ristilizzata. Per quanto riguarda il design, esso si è evoluto seguendo il family feeling delle più nuove Continental GT e Flying Spur. In particolare sono stati aggiornati la calandra e i gruppi ottici anteriori Matrix Led, mentre sul retro i fari e gli scarichi hanno assunto una forma ovale e il vano porta targa è stato riposizionato più in basso (non più sul portellone). La carreggiata posteriore è stata allargata di 20 mm per migliorare la stabilità e le sensazioni di guida.
Gli interni presentano un nuovo stile del volante, dei pannelli porta e dei sedili (con nuove proposte di intarsi e finiture artigianali) e gli spazi sono stati lievemente rivisti per migliorare l'abitabilità di 10 cm. Il sistema di intrattenimento di bordo di nuova generazione prevede uno schermo di 10,9 pollici più altri per i sedili posteriori, con connessione wireless, Apple CarPlay, prese USB-C e sim di bordo.

## Motorizzazioni
| Modello       | Motore  | Anni Produzione | Cilindrata (cm³) | Potenza         | Coppia Massima (Nm) | Emissioni CO2 (g/km) | Consumo medio (l/100 km) | 0–100 km/h (secondi) | Velocità max (km/h) |
| 6.0 W12       | Benzina | 2016-2019       | 5998             | 447 kW (608 CV) | 900                 | 380                  | 13,1                     | 3,9                  | 301                 |
| 4.0 V8        | Benzina | 2018-           | 3956             | 405 kW (542 CV) | 770                 | 296                  | 13,0                     | 4,5                  | 290                 |
| 3.0 V6 Ibrida | Benzina | 2019-           | 2984             | 330 kW (449 CV) | 700                 | 82                   | 3,49                     | 5,5                  | 254                 |
| 6.0 W12 Speed | Benzina | 2020-           | 5998             | 467 kW (626 CV) | 900                 | 380                  | 17,4                     | 3,8                  | 306                 |
| Diesel        | Diesel  | 2017-2020       | 3956             | 320 kW (435 CV) | 900                 | 210                  | 7,9                      | 4,8                  | 270                 |